# 반안초등학교
반안초등학교는 대한민국 부산광역시 해운대구에 있는 공립 초등학교이다.

## 학교 연혁
- 2002년 3월 1일: 개교

## 참고 자료
- 반안초등학교 - 한국교육학술정보원 학교알리미